# August Rublack
Karl Friedrich August Rublack, auch Karl Friedrich August Rublack (* 24. August 1787 in Lieberose; † 4. November 1854 in Marbach bei Nossen), war ein deutscher Bühnenschriftsteller und Arzt.

## Leben und Wirken
Er war der Sohn von Carl Rublack. Ab 1805 studierte er Medizin bei Bünger in Dresden und promovierte an der Universität Wittenberg zum Dr. med. Danach war er – nach Aufenthalten in Danzig und Berlin – als praktischer Arzt in Dresden tätig. Bekannt wurde er als Bühnenschriftsteller, Librettist und Erzähler.

## Werke (Auswahl)
- Liebe um Liebe. Schauspiel in einem Akt mit Chören. 1818, Digitalisat.
- Taschenbuch Dramatischer Spiele zur Feier häuslicher Feste. Hilscher, Dresden 1819, Digitalisat.
- Die Visconti. Trauerspiel in vier Aufzügen. Cnobloch, Leipzig 1820, Digitalisat.